# Annuit cœptis

O lado inverso do Grande Selo dos Estados Unidos.

Annuit cœptis, (no Anglo Latim é pronunciado / ˈænjuːɪt ˈsɛptɨs /), é um dos dois lemas, (sendo o outro Novus ordo seclorum), no verso do Grande Selo dos Estados Unidos. Tomadas a partir da expressão latina annuo (aprovar) e cœpta (começar, empreender), sugerindo a tradução  "Ele aprova (ou tem aprovado) o [nosso] empreendimento", embora não seja a tradução oficial.
Em 1789, o Congresso nomeou um artista em desenho, Willian Barton, de Filadélfia, para trazer uma proposta para o selo nacional.
Para o reverso, Barton sugeriu uma pirâmide de treze camadas abaixo do Olho da Providência. O lema que Barton escolheu para acompanhar o desenho era Deo Favente Perennis, "Perene (eterno) pela graça de Deus".

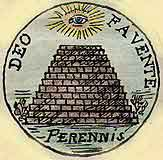
Desenho de Willian Barton, com o título "Deo Favente Perennis".

Barton explicou o lema referente ao Olho da Providência: "Deo favente que alude o Olho nos braços (ao redor), voltados para o Olho da Providência." Para Barton, God (Deus) e o Olho da Providência são a mesma entidade.
À luz de fato, de que o tema "13" foi incluído em ambos os lados do selo[carece de fontes?], um mês mais tarde, Charles Thomson corrigiu o lema de Barton com uma frase de 13 letras. O lema da parte da frente do selo (E pluribus unum) já tinha 13 letras. Thomson sugeriu uma frase que era sinônimo de Deo favente mas com treze letras: Annuit Coeptis.[carece de fontes?]
Quando Charles Thomson tornou como oficial a sua explicação sobre o significado do lema, ele escreveu: "O Olho sobre ela [a pirâmide], e o lema Annuit Cœptis alude as muitas interposições e sinais da providência em favor da causa americana."
Assim, tanto o lema e o Olho da Providência, faz alusão à mesma realidade. O Olho da Providência, era comumente entendido como um símbolo de Deus e o destino.
Assim, Annuit Cœptis é traduzido pelo Departamento de Estado dos Estados Unidos, pelo United States Mint e pelo Departamento do Tesouro dos Estados Unidos. como "Ele (Deus) tem favorecido nossos compromissos" (entre parênteses no original).
Annuit cœptis e os outros lemas no verso do Grande Selo, Novus ordo seclorum, ambos tem sua origem nas linhas pelo poeta romano Virgílio. Annuit cœptis, provém do Eneida, do livro IX, linha 869, que se lê, Iuppiter omnipotens, audacibus adnue cœptis. É uma oração por ascanius, filho do herói da história, Eneias, que se traduz como "Poderoso Júpiter, favorecem [meu] ousados empreedimentos." De acordo com a antiga religião estatal de Roma, apropriadamente chamada de deorum cultus romanum, Júpiter foi chefe do panteão de deuses.

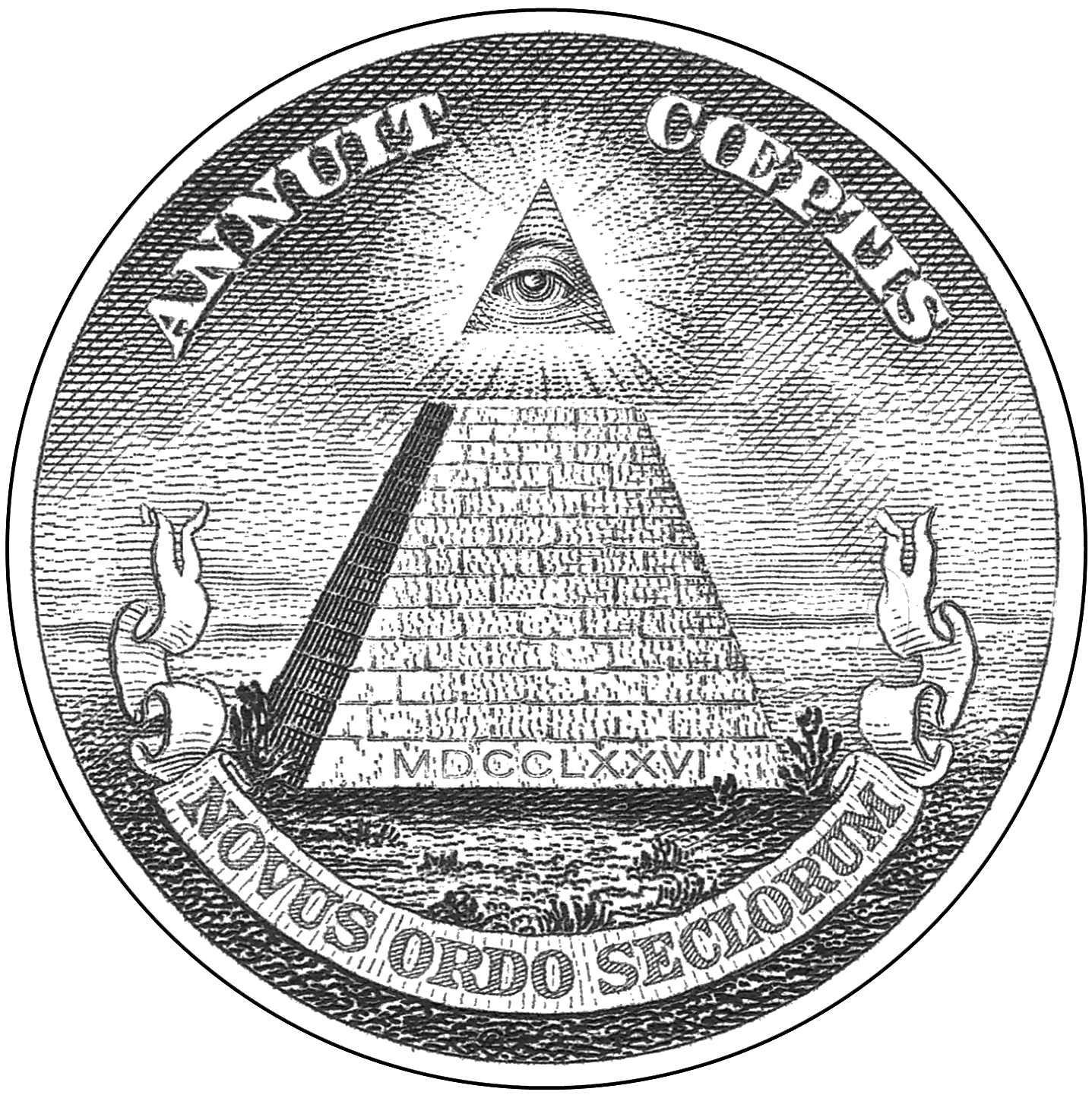
O Olho da Providência no uso atual no verso da nota de um dólar.